# Marlee Matlin
Marlee Beth Matlin (Morton Grove, 24 agosto 1965) è un'attrice statunitense, membro della comunità sorda.
Vincitrice dell'Oscar alla miglior attrice per la sua interpretazione nel film Figli di un dio minore, prima attrice sorda a vincere il premio, nonché la più giovane. Nel corso della sua carriera ha inoltre vinto un Golden Globe e ricevuto quattro candidature agli Emmy Awards. Nel 2009 ha ricevuto la sua stella sulla Hollywood Walk of Fame

## Biografia
Sorda totale dall'orecchio destro e all'80% da quello sinistro da quando aveva 18 mesi a causa di una malformazione genetica alla coclea, è un membro della National Association of the Deaf, l'equivalente statunitense dell'ente nazionale sordi. È la donna più giovane ad aver vinto un Oscar alla miglior attrice: fu premiata all'età di 21 anni per Figli di un dio minore, il suo film di debutto.
Ha fatto parte del cast fisso di numerose serie televisive, tra cui West Wing - Tutti gli uomini del Presidente, The Practice - Professione avvocati, Seinfeld e The L Word. Marlee Matlin è impegnata in molte organizzazioni benefiche. In tre occasioni ha interpretato per i sordi l'inno statunitense in occasione del Super Bowl, per il Super Bowl XXVII (1993), per il Super Bowl XLI (2007) e per l'edizione 50 nel 2016.
Il suo lavoro in TV le ha portato due nomination per i Golden Globe e quattro per gli Emmy Award. Ha fondato, insieme al suo interprete di lingua dei segni americana, Jack Jason, la compagnia di produzione cinematografica e televisiva Solo One Productions. Nel 2019 si è annunciata la produzione di una serie televisiva dedicata sull'amicizia tra l'attrice sorda e l'interprete ASL Life and Deaf.

## Vita privata
Ha avuto una breve relazione con William Hurt, suo partner in Figli di un dio minore.
Il 29 agosto 1993 Marlee ha sposato il poliziotto Kevin Grandalski. I due si sono conosciuti mentre lei girava una scena di Ragionevoli dubbi e lui garantiva la sicurezza controllando il traffico. Hanno quattro figli: Sarah, Brandon, Tyler e Isabelle.

## Segno-nome
Il suo segno-nome è la mano a forma di M che strofina il sorriso.

## Filmografia

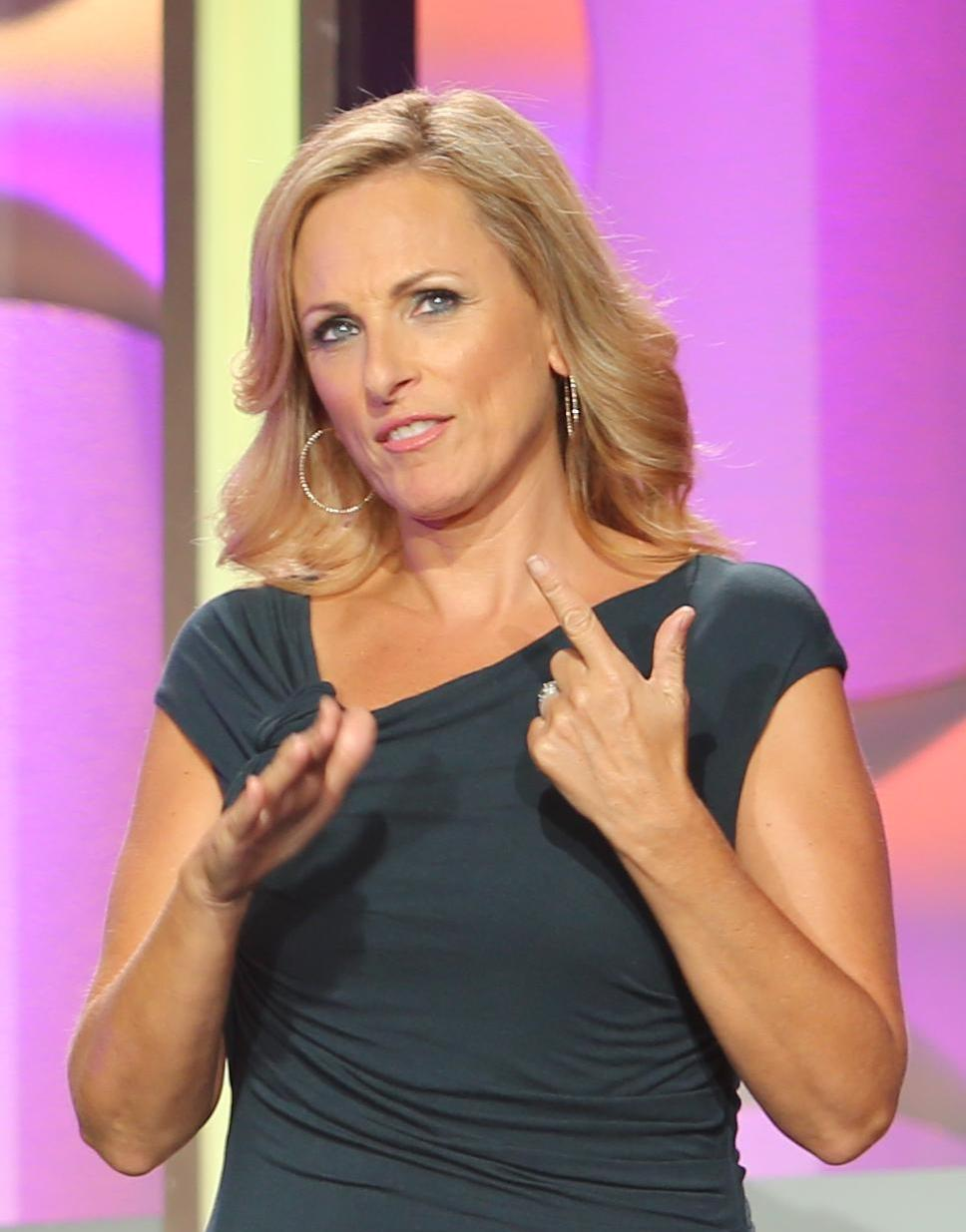
Marlee Matlin nel 2014

### Attrice

#### Cinema
- Figli di un dio minore (Children of a Lesser God), regia di Randa Haines (1986)
- Walker - Una storia vera (Walker), regia di Alex Cox (1987)
- The Linguini incident, regia di Richard Shepard (1991)
- I protagonisti (The player), regia di Robert Altman (1992)
- Occhi per sentire (Hear No Evil), regia di Robert Greenwald (1993)
- Snitch, regia di Keith Markinson (1996)
- Un party per Nick (It's My Party), regia di Randal Kleiser (1996)
- Doppio rischio (Two Shades of Blue), regia di James D.Deck (2000)
- Excision, regia di Richard Bates Jr. (2012)
- No Ordinary Hero: The SuperDeafy Movie, regia di Troy Kotsur (2013)
- Il fidanzato di mia sorella (How to Make Love Like an Englishman), regia di Tom Vaughan (2014)
- CODA - I segni del cuore (CODA), regia di Sian Heder (2021)

#### Televisione
- Oltre il silenzio (Bridge to Silence), regia di Karen Arthur – film TV (1989)
- Ragionevoli dubbi (Reasonable Doubts) – serie TV, 44 episodi (1991-1993)
- Seinfeld – serie TV, episodio 5x06 (1993)
- La famiglia Brock (Picket Fences) – serie TV, 13 episodi (1993-1996)
- Ostaggi del silenzio (Dead Silence), regia di Daniel Petrie Jr. – film TV (1996)
- E.R. - Medici in prima linea – serie TV, episodio 5x14
- West Wing - Tutti gli uomini del Presidente (The West Wing) – serie TV, 17 episodi (2000-2006)
- Law & Order - Unità vittime speciali (Law & Order: Special Victims Unit) – serie TV, episodi 5x22-6x22 (2004-2005)
- Extreme Makeover: Home Edition – programma TV, 3 puntate (2004-2010) – se stessa
- Desperate Housewives – serie TV, episodio 1x17 (2005)
- CSI: NY – serie TV, episodio 3x12 (2006)
- The L Word – serie TV, 25 episodi (2007-2009)
- My Name Is Earl – serie TV, episodi 2x03-2x09-2x23 (2007-2008)
- Nip/Tuck – serie TV, episodio 5x10 (2008)
- CSI - Scena del crimine (CSI: Crime Scene Investigation) – serie TV, episodio 11x13 (2011)
- Switched at Birth - Al posto tuo (Switched at Birth) – serie TV, 13 episodi (2011-2017)
- Questa è la mia casa (4 Closed), regia di Nick Lyon – film TV (2013)
- The Magicians – serie TV (2017-2019)
- Quantico – serie TV, 13 episodi (2018)
- This Close – serie TV (2018)
- New Amsterdam – serie TV, episodio 5x10 (2022)

### Produttrice
- Eddie e la gara di cucina (Eddie's Million Dollar Cook-Off) – film TV, regia di Paul Hoen (2003)

## Teatro
- Spring Awakening, libretto di Steven Sater, colonna sonora di Duncan Sheik, regia di Michael Arden. Brooks Atkinson Theatre di Broadway (2015)

## Riconoscimenti
- Premio Oscar
  - 1987 – Miglior attrice per Figli di un dio minore
- Golden Globe
  - 1986 – Miglior attrice in un film drammatico per Figli di un dio minore
  - 1991 – Candidatura alla miglior attrice in una serie televisiva drammatica per Ragionevoli dubbi
  - 1992 – Candidatura alla miglior attrice in una serie televisiva drammatica per Ragionevoli dubbi
- Hollywood Walk of Fame
  - 2009 – Stella
- People's Choice Awards
  - 1991 – Candidatura alla miglior interprete femminile preferita in una nuova serie televisiva per Ragionevoli dubbi
  - 1999 – Candidatura alla miglior interprete femminile preferita in una nuova serie televisiva per Dove risiede la verità
- Premio Emmy
  - 1994 – Candidatura alla miglior attrice ospite in una serie comica per Seinfeld
  - 2000 – Candidatura allamiglior attrice ospite in una serie comica per The Practice - Professione avvocati
  - 2004	– Candidatura alla miglior attrice ospite per Law & Order: Unità vittime speciali

## Doppiatrici italiane
Nonostante la sordità, spesso è stata doppiata sia in lingua dei segni americana (con la tecnica del playback) sia in italiano.
In italiano è stata doppiata da:
- Anna Rita Pasanisi in Figli di un dio minore, Ragionevoli dubbi
- Carolina Semini in Silent Knight
- Monica Ward in Doppio rischio
- Sabine Cerullo in Il fidanzato di mia sorella
- Laura Boccanera in Quantico

## Opere letterarie
- Marlee Matlin, Deaf Child Crossing, New York, Simon & Schuster, 2004, ISBN 978-0689866968.
- Marlee Matlin e Doug Cooney, Leading Ladies, New York, Simon & Schuster, 2007, ISBN 978-0689869877.
- Marlee Matlin e Doug Cooney, Nobody's Perfect, New York, Simon & Schuster, 2007, ISBN 978-1416949763.
- Marlee Matlin, I'll Scream Later, New York, Simon Spotlight Entertainment, 2009, ISBN 978-1439102855.